# Jéssica Sales
Jéssica Rojas Sales (Cruzeiro do Sul, 28 de noviembre de 1980) es una médico ginecóloga obstetra y política brasileña. Fue diputada federal por el estado de Acre durante dos mandatos entre el 2015 y el 2023. Afiliada al Movimiento Democrático Brasileño (MDB).
Es hija del alcalde de Cruzeiro do Sul, Vagner Sales, y de la diputada estadual Antonia Sales quien es nacida en el Perú. En las elecciones del 2014, Jéssica fue elegida para la Cámara de Diputados con 20 339 votos, sendo la quinta más votada entre los ocho elegidos.
En abril del 2017 votó a favor de la Reforma Laboral. En agosto del mismo año, votó a favor del presidente Michel Temer, en el proceso en que se pedía una apertura de investigación y que le podría haber alejado de la presidencia de la república.

## Controversias
Según un reportaje de la revista Istoé, la diputada Sales utilizó 2,400 litros de combustible y solicitó el reembolso del gasto ascendiente a R$ 11.600,00 equivalentes a la tercera parte de su salario. La cantidad de combustible utilizada habría sido suficiente para que se diera una vuelta al mundo.